# شرکت داروسازی زهراوی
شرکت داروسازی زهراوی یک شرکت داروسازی ایرانی است که زیرمجموعۀ شرکت سرمایه‌گذاری دارویی تأمین (تیپیکو) به شمار می‌رود.

## تاریخچه
شرکت داروسازی زهراوی در سال ۱۳۶۵ بنیان‌گذاری گردید و در سال ۱۳۷۰ در زمینی به مساحت ۱۲۰۰۰۰ متر مربع و زیر بنای ۲۸۰۰۰ متر مربع در نزدیکی شهر تبریز مورد بهره‌برداری قرار گرفت. این شرکت هم‌اکنون در زمره ۵ شرکت پر فروش داروسازی ایران قرار دارد و پیشگام در تولید کپسولهای نرم و داروهای بیماران پیوندی یا ایمونوساپرسیو می‌باشد.
این کارخانه دارای خطوط تولید انواع کپسول نرم- قرص - کپسول و آمپول است و بیش از ۱۰۰ محصول با اشکال دارویی مختلف توسط این شرکت تولید می‌شود.
تولیدات شرکت داروسازی زهراوی با اصول GMP و استانداردهایISO مطابقت دارد.
شرکت داروسازی زهراوی بیشتر مواد اولیه جهت تولید دارو را از منابع اروپایی تهیه می‌نماید. این شرکت تحت لیسانس شرکت ROCHE سوئیس- داروی سل سپت را عرضه می‌نماید که این دارو جهت پیشگیری از رد پیوند در بیماران پیوند کلیه- کبد و قلب مصرف می‌گردد. کلیه مواد اولیه- سایت- تجهیزات و داروی ساخته شده مطابق با الزام‌های شرکت سوئیسی ROCHE می‌باشد.
همچنین داروی پیوندی ایمینورال یا سیکلوسپورین با انتقال دانش فنی از یک شرکت اروپایی در داروسازی زهراوی تولید می‌شود و مواد اولیه آن نیز از همان منبع تأمین می‌شود و مورد تأیید سازمان غذا و دارو آمریکا FDA می‌باشد.

## فعالیتهای شرکت
ایجاد و تأسیس کارخانه و آزمایشگاه‌هایی به منظور تهیه و تولید انواع دارو، مواد اولیه دارویی و وارد نمودن مواد اولیه ماشین‌های صنعتی و قطعه‌های یدکی مورد نیاز، فروش و صادر نمودن محصول‌های کارخانه و کلیه اموری که مستقیم یا غیر مستقیم به موضوع شرکت بستگی داشته باشد.
مشارکت در سایر شرکت‌ها از طریق تأسیس یا تعهد سهام شرکت‌های جدید یا تعهد سهام شرکت‌های موجود.
به‌طور کلی این شرکت می‌تواند به کلیه عملیات و معاملات مالی و تجاری صنعتی که به‌طور مستقیم یا غیر مستقیم به تمام یا هر یک از موضوع‌های مشروحه فوق مربوط باشد مبادرت نماید.

## ارکان جهت ساز
مأموریت شرکت دارو سازی زهراوی
ماموریت اصلی شرکت دارو سازی زهراوی ، تولید و عرضه انواع داروهای انسانی با کیفیت مطلوب به منظور درمان و ارتقای سلامتی بیماران است.
این شرکت با تمرکز بر محصولات دارویی تخصصی از طریق بکار گیری فناوری پیشرفته ،کیفیت زندگی مطلوبی را برای بشریت فراهم آورد
چشم‌انداز شرکت داروسازی زهراوی
سازمانی فرایند گرا در تولید و توسعه محصولات بیوتکنولوژی – پیوند اعضاء و MS در منطقه خاور میانه
ارزش‌های سازمانی - در سه محور (انسانی – فرآیندی – تخصصی)
پاسخ گویی و حفظ منافع کلیه ذینفعان
شفافیت و عدالت
کیفیت (رعایت استانداردها و قوانین بین‌المللی)

ساختمان دفتر مرکزی (تهران) شرکت داروسازی زهراوی

شایسته سالاری – دانش محوری
اخلاق حرفه‌ای و ارزش‌های انسانی
مشارکت – خلاقیت و نوآوری

## محصولات
کوپامر® (®Copamer)
کوپامر® (®Copamer) نام تجاری داروی گلاتیرامراستات (Glatiramer acetate) است که در کارخانه داروسازی زهراوی تولید می‌شود. این دارو یک پروتئین مصنوعی است که از اتصال چهار اسید آمینه طبیعی به یکدیگرساخته شده‌است.
گلاتیرامر به دلیل شباهت ساختمانی به پروتئین میلین، موجب می‌شود که سیستم ایمنی به جای تهاجم به میلین این دارو را هدف قرار دهد. علاوه بر این گلاتیرامر موجب تحریک و تمایز نوع خاصی از سلول‌های ایمنی می‌شود که این امر سیستم ایمنی را از حالت تهاجم به سیستم عصبی خودی به طرف مبارزه علیه بیماری سوق می‌دهد.
گلاتیرامراستات ۱۹ سال است که به بیماران مبتلا به MS تجویز می‌شود. این دارو پر مصرف‌ترین داروی ضد ام اس در آمریکا است. گلاتیرامراستات یک بار در روز و به زیر پوست تزریق می‌شود.
روآکوتان
ایزوترتینوین یک دارو برای درمان آکنه شدید است. این دارو به صورت کپسول خوراکی، بیشتر با نام‌های تجاری روآکوتان (Roaccutane) و آکوتان عرضه می‌شود. ایزوترتینوین از مشتقات ویتامین آ است که به صورت طبیعی با میزان خیلی کم در بدن انسان وجود دارد. این دارو از طریق کاهش چربی پوست (وادار کردن غده‌های چربی پوست به کم کردن تولید چربی) باعث کم شدن آکنه در پوست می‌شود.